# Космічна система дистанційного зондування Землі «Алмаз-Т»
Алмаз-Т (Ресурс-Р, індекс ГУКОС : 11Ф668) — космічний комплекс радіолокаційного дистанційного зондування Землі (ДЗЗ) з використанням першої в СРСР орбітальної станції з бортовим локатором з синтезованою апертурою високої розподільчої здатності. Був призначений для проведення комплексних (в різних діапазонах хвиль) зйомок поверхні Землі і Світового океану з метою виконання програм наукового та економічного призначення, міжнародного співробітництва, а також в інтересах Міністерства оборони СРСР.
Основу КС складає автоматичний варіант орбітальної пілотованої станції військової програми «Алмаз» (ОПС), з урахуванням специфіки вирішуваних завдань модифікований по бортовим службовим і забезпечує системам і оснащений відповідним устаткуванням. Комплекс створений «НВО Машинобудування».
19 жовтня 1986 була зроблена спроба запуску першої станції Алмаз-Т, яка виявилася невдалою через відмову системи управління РН «Протон».
25 липня 1987 відбувся вдалий запуск автоматичного варіанта ОПС «Алмаз», який отримав позначення «Космос-1870». Високоякісні радіолокаційні зображення земної поверхні, отримані з супутника, були використані в інтересах оборони та економіки СРСР.
31 березня 1991 модифікований автоматичний варіант ОПС зі значно поліпшеними характеристиками бортової апаратури був виведений на орбіту під назвою «Алмаз-1».
Автоматична ОПС «Алмаз-2» з подальшою модифікацією бортової апаратури на орбіту не було виведено через тяжкий стан економіки після розпаду СРСР і зупинки робіт.